# خط جوي للمدخنين
كانت شركة مدخنين إكسبريس Smokers Express (أو خطوط إكسبريس الجوية للمدخنين ) شركة مقرها كوكاو بيتش بولاية فلوريدا كانت ستوفر رحلات تدخين إلى وجهات داخل الولايات المتحدة. تأسست الشركة في عام 1993 من قبل ويليام والتس وجورج «ميكي» ريتشاردسون، ولم تتلق الشركة أبدًا التمويل الكافي لبدء العمليات.

## الفكرة
الانزعاج ليس فقط من سياسة عدم التدخين لمعظم شركات الطيران الكبرى ولكن أيضًا من جودة وسائل الراحة الأخرى مثل الطعام والترفيه على متن الطائرة،ذلك قاد والتس إلى تصور فكرة «شركة طيران للمدخنين». لن تسمح شركته بالتدخين على متن الرحلات الجوية فحسب، بل ستشجعها من خلال توزيع السجائر المجانية ومنفضة السجائر «بالحجم الطبيعي» أثناء الرحلة. كما أعلنت شركة الطيران عن سماعات رأس مجانية (للاستماع إلى الترفيه على متن الطائرة) و «طعام حقيقي لأشخاص جيدون»، والتي تتكون من البرغر والبيتزا وشرائح اللحم.
نظرًا لأن قيود إدارة الطيران الفيدرالية تحظر التدخين على الرحلات الجوية داخل الولايات المتحدة، كان القصد من هذه الشكرة أن تكون شركة طيران قائمة على العضوية. كان سيُطلب من العملاء الانضمام ودفع رسوم سنوية قدرها 25 دولارًا، وسيُسمح فقط للأشخاص الذين تبلغ أعمارهم 21 عامًا أو أكثر بالانضمام، كان أحد العروض الجانبية لهذه السياسة هو الوعد بأن الرحلات ستكون خالية من «صراخ الأطفال».

## الطائرة
بدأت الشركة بشراء ثلاث طائرات من طراز ماكدونل دوغلاس دي سي-9، بهدف تأجير 27 طائرة إضافية من طراز دي-9. كان من الممكن تجديد الطائرة بنظام إعادة تدوير جوي كبير الحجم، بالإضافة إلى سجادة محسنة مثبطة للهب.

## الوجهات
كانت شركة الطيران تعتزم في الأصل السفر إلى 11 وجهة مختلفة، مُضيفةً المزيد مع تمكين التمويل الإضافي. كانت الوجهات الأولية المخطط لها هي:
- لاس فيغاس
- دالاس فورت ورث متروبليكس، تكساس
- هيوستن، تكساس
- نيو أورلينز، لويزيانا
- أوكلاهوما سيتي، أوكلاهوما
- تلسا، أوكلاهوما
- نيوآرك، نيوجيرسي
- اتلانتيك سيتي، نيوجيرسي
- أورلاندو، فلوريدا
- تيتوسفيل، فلوريدا
- ميامي، فلوريدا

كانت ستقام الرحلة الأولى في 16 أغسطس 1993.

## هيكلية الشركة
تم تصميم "سموكرز إكسبريس" لتكون شركة مملوكة للموظفين. اعتمدت في الغالب على مستحقات العضوية ومبيعات التذاكر، ومع ذلك، لم يتم بيع أي تذاكر على الإطلاق. لم تعلن الشركة بشكل مباشر، لكنها اعتمدت على الكلام الشفهي والمقالات المختلفة والمراجع الإخبارية التلفزيونية. على الرغم مما اعتبرته الشركة استجابة إيجابية لمفهومهم، إلا أنها فشلت في جمع الأموال الكافية لبدء العمليات.

## انظر ايضا
كوكاو بيتش